# Kosmos 2520
Kosmos 2520, ruski komunikacijski satelit iz programa Kosmos. Vrste je Blagovijest (br. 11 L). 
Lansiran je 17. kolovoza 2017. godine s kozmodroma Bajkonura, s mjesta 81/24. Lansiran je u geostarcionarnu orbitu oko planeta Zemlje raketom nosačem Proton-M/Briz-M. Orbita mu je 35788 km u perigeju i 35864 km u apogeju. Orbitni nagib mu je 0,03°. Spacetrackov kataloški broj je 42907. COSPARova oznaka je 2017-046-A. Zemlju obilazi u 1438,11 minuta. Pri lansiranju bio je mase kg.
Razgonski blok i njegov torusni tank ostali su u orbiti, blok u geostacionarnoj, tank u geotransfernoj.

## Vanjske poveznice
- N2YO.com Search Satellite Database (engl.)
- Celes Trak SATCAT Format Documentation (engl.)